# لوک-اولیویه مرسون
لوک-اولیویه مرسون (فرانسوی: Luc-Olivier Merson‎; ۲۱ مهٔ ۱۸۴۶ – ۱۳ نوامبر ۱۹۲۰) نقاش و تصویرگر اهل فرانسه بود که بیشتر با طرح‌هایش روی تمبر و اسکناس شناخته می‌شود.
او همچنین برندهٔ نشان‌ها و جوایزی همچون لژیون دونور (فرمانده) و جایزه بزرگ رم شده است.